# Potatisekgallstekel
Potatisekgallstekel (Biorhiza pallida) är en stekelart som först beskrevs av Guillaume-Antoine Olivier 1791. Arten ingår i släktet Biorhiza och familjen gallsteklar. Den är reproducerande i Sverige. Inga underarter finns listade.